# Four Points by Sheraton
Four Points by Sheraton – amerykańska sieć hotelowa należąca do grupy Marriott International. Do sieci należy 300 hoteli z łącznie 56 269 pokojami (31 grudnia 2021).

## Historia
W kwietniu 1995 r. sieć ITT Sheraton wprowadziła na rynek nową markę Four Points by Sheraton. Trzy lata później sieć Sheraton została przejęta przez sieć Starwood Hotels and Resorts Worldwide. We wrześniu 2016 r. sieć kupuje Marriott International.

## Hotele
Do sieci należy 310 hoteli na całym świecie, w tym 18 hoteli w Europie. W Polsce znajduje się jeden hotel Four Points by Sheraton (27 luty 2023).

### Afryka
- Algieria

- Four Points by Sheraton Oran

- Kenia

| * Four Points by Sheraton Nairobi Airport | * Four Points by Sheraton Nairobi Hurlingham |

- Nigeria

| * Four Points by Sheraton Ikot Ekpene | * Four Points by Sheraton Lagos |

- Rwanda

- Four Points by Sheraton Kigali

- Tanzania

| * Four Points by Sheraton Arusha, The Arusha Hotel | * Four Points by Sheraton Dar es Salaam New Africa |

### Ameryka Południowa
- Chile

| * Four Points by Sheraton Los Angeles | * Four Points by Sheraton Santiago |

- Ekwador

- Four Points by Sheraton Cuenca

- Kolumbia

| * Four Points by Sheraton Barranquilla | * Four Points by Sheraton Bogota | * Four Points by Sheraton Medellin |

### Ameryka Północna
- Kanada

| * Four Points by Sheraton Barrie                               | * Four Points by Sheraton Edmonton West                             | * Four Points by Sheraton Kingston                | * Four Points by Sheraton Regina                        | * Four Points by Sheraton Toronto Airport East |
| * Four Points by Sheraton Calgary Airport                      | * Four Points by Sheraton Grande Prairie                            | * Four Points by Sheraton Lévis Convention Centre | * Four Points by Sheraton Saskatoon                     | * Four Points by Sheraton Toronto Mississauga  |
| * Four Points by Sheraton Cambridge Kitchener, Ontario         | * Four Points by Sheraton Halifax                                   | * Four Points by Sheraton London                  | * Four Points by Sheraton Sherwood Park                 | * Four Points by Sheraton Vaughan              |
| * Four Points by Sheraton Edmonton Gateway                     | * Four Points by Sheraton Hamilton - Stoney Creek                   | * Four Points by Sheraton Mississauga Meadowvale  | * Four Points by Sheraton St. Catharines Niagara Suites | * Four Points by Sheraton Victoria Gateway     |
| * Four Points by Sheraton Edmundston Hotel & Conference Center | * Four Points by Sheraton Hotel & Conference Centre Gatineau-Ottawa | * Four Points by Sheraton Moncton                 | * Four Points by Sheraton Surrey                        | * Four Points by Sheraton Windsor Downtown     |
| * Four Points by Sheraton Edmonton International Airport       | * Four Points by Sheraton Hotel & Suites Calgary West               | * Four Points by Sheraton Niagara Falls Fallsview | * Four Points by Sheraton Toronto Airport               | * Four Points by Sheraton Winnipeg South       |
| * Four Points by Sheraton Edmonton South                       | * Four Points by Sheraton Kelowna Airport                           | * Four Points by Sheraton Prince George           |                                                         |                                                |

- Stany Zjednoczone

- Alabama

| * Four Points by Sheraton Birmingham Homewood | * Four Points by Sheraton Huntsville Airport |

- Alaska

| * Four Points by Sheraton Anchorage Downtown | * Four Points by Sheraton Juneau |

- Arizona

| * Four Points by Sheraton at Phoenix Mesa Gateway Airport | * Four Points by Sheraton Phoenix South Mountain | * Four Points by Sheraton Tucson Airport | * Four Points by Sheraton Yuma |

- Arkansas

| * Four Points by Sheraton Bentonville | * Four Points by Sheraton Little Rock Midtown |

- Dakota Południowa

- Four Points by Sheraton Deadwood

- Dakota Północna

| * Four Points by Sheraton Fargo Medical Center | * Four Points by Sheraton Williston |

- Delaware
- Four Points by Sheraton Newark Christiana Wilmington

- Floryda

| * Four Points by Sheraton Cocoa Beach              | * Four Points by Sheraton Fort Lauderdale Airport - Dania Beach | * Four Points by Sheraton Jacksonville Beachfront   | * Four Points by Sheraton Orlando International Drive | * Four Points by Sheraton Suites Tampa Airport Westshore |
| * Four Points by Sheraton Coral Gables             | * Four Points by Sheraton Fort Lauderdale Airport/Cruise Port   | * Four Points by Sheraton Miami Airport             | * Four Points by Sheraton Punta Gorda Harborside      | * Four Points by Sheraton Tallahassee Downtown           |
| * Four Points by Sheraton Destin-Fort Walton Beach | * Four Points by Sheraton Jacksonville Baymeadows               | * Four Points by Sheraton Orlando Convention Center |                                                       |                                                          |

- Georgia

| * Four Points by Sheraton Atlanta Airport West | * Four Points by Sheraton Atlanta Downtown | * Four Points by Sheraton Brunswick |

- Illinois

| * Four Points by Sheraton Buffalo Grove          | * Four Points by Sheraton Chicago Schaumburg            | * Four Points by Sheraton Mount Prospect O’Hare | * Four Points by Sheraton St. Louis - Fairview Heights |
| * Four Points by Sheraton Chicago O'Hare Airport | * Four Points by Sheraton Chicago Westchester/Oak Brook | * Four Points by Sheraton Peoria                |                                                        |

- Indiana

| * Four Points by Sheraton Elkhart | * Four Points by Sheraton West Lafayette |

- Kalifornia

| * Four Points by Sheraton Anaheim                              | * Four Points by Sheraton Los Angeles Westside             | * Four Points by Sheraton San Diego                       | * Four Points by Sheraton San Francisco Bay Bridge | * Four Points by Sheraton San Rafael Marin County  |
| * Four Points by Sheraton Bakersfield                          | * Four Points by Sheraton Ontario-Rancho Cucamonga         | * Four Points by Sheraton San Diego - SeaWorld            | * Four Points by Sheraton San Jose Airport         | * Four Points by Sheraton Santa Cruz Scotts Valley |
| * Four Points by Sheraton Hotel & Suites San Francisco Airport | * Four Points by Sheraton Pleasanton                       | * Four Points by Sheraton San Diego Downtown Little Italy | * Four Points by Sheraton San Jose Downtown        | * Four Points by Sheraton Ventura Harbor Resort    |
| * Four Points by Sheraton Los Angeles International Airport    | * Four Points by Sheraton Sacramento International Airport |                                                           |                                                    |                                                    |

- Kansas

| * Four Points by Sheraton Kansas City Olathe | * Four Points by Sheraton Manhattan |

- Karolina Południowa

| * Four Points by Sheraton Myrtle Beach | * Four Points by Sheraton Spartanburg |

- Karolina Północna

| * Four Points by Sheraton Asheville Downtown      | * Four Points by Sheraton Charlotte - Pineville | * Four Points by Sheraton Raleigh Arena          |
| * Four Points by Sheraton Charlotte - Lake Norman | * Four Points by Sheraton Greensboro Airport    | * Four Points by Sheraton Raleigh Durham Airport |

- Kentucky

- Four Points by Sheraton Louisville Airport

- Luizjana

| * Avalon Hotel & Suites Alexandria | * Four Points by Sheraton French Quarter |

- Massachusetts

| * Four Points by Sheraton Boston Logan Airport Revere | * Four Points by Sheraton Boston Newton | * Four Points by Sheraton Eastham Cape Cod | * Four Points by Sheraton Norwood | * Four Points by Sheraton Wakefield Boston Hotel & Conference Center |

- Michigan

| * Four Points by Sheraton Detroit Metro Airport | * Four Points by Sheraton Detroit Novi | * Four Points by Sheraton Kalamazoo | * Four Points by Sheraton Saginaw |

- Minnesota

- Four Points by Sheraton Mall of America Minneapolis Airport

- Missouri

- Four Points by Sheraton Kansas City Airport

- Nebraska

- Four Points by Sheraton Omaha Midtown

- Nowy Jork

| * Four Points by Sheraton Albany   | * Four Points by Sheraton Manhattan Chelsea      | * Four Points by Sheraton Manhattan SoHo Village | * Four Points by Sheraton Midtown - Times Square |
| * Four Points by Sheraton Flushing | * Four Points by Sheraton Manhattan Midtown West | * Four Points by Sheraton Melville Long Island   | * Four Points by Sheraton New York Downtown      |

- Ohio

| * Four Points by Sheraton Cleveland Airport | * Four Points by Sheraton Cleveland-Eastlake | * Four Points by Sheraton Columbus - Polaris |

- Oklahoma

| * Four Points by Sheraton Oklahoma City Airport | * Four Points by Sheraton Oklahoma City Quail Springs |

- Oregon

- Four Points by Sheraton Portland East

- Pensylwania

| * Four Points by Sheraton Allentown Lehigh Valley | * Four Points by Sheraton Philadelphia City Center | * Four Points by Sheraton Scranton |
| * Four Points by Sheraton Philadelphia Airport    | * Four Points by Sheraton Philadelphia Northeast   | * Four Points by Sheraton York     |

- Teksas

| * Four Points by Sheraton Amarillo Central                        | * Four Points by Sheraton Dallas Fort Worth Airport North | * Four Points by Sheraton Houston Greenway Plaza | * Four Points by Sheraton Houston Intercontinental Airport | * Four Points by Sheraton Midland |
| * Four Points by Sheraton Austin Airport                          | * Four Points by Sheraton Fort Worth North                | * Four Points by Sheraton Houston Hobby Airport  | * Four Points by Sheraton Houston West                     | * Four Points by Sheraton Plano   |
| * Four Points by Sheraton Dallas Arlington Entertainment District | * Four Points by Sheraton Houston Energy Corridor         |                                                  |                                                            |                                   |

- Tennessee

| * Four Points by Sheraton Memphis East | * Four Points by Sheraton Memphis - Southwind | * Four Points by Sheraton Nashville Airport | * Four Points by Sheraton Nashville - Brentwood |

- Utah

- Four Points by Sheraton Salt Lake City Airport

- Waszyngton

| * Four Points by Sheraton Bellingham Hotel & Conference Center | * Four Points by Sheraton Downtown Seattle Center | * Four Points by Sheraton Seattle Airport South |

- Wirginia

| * Four Points by Sheraton Richmond | * Four Points by Sheraton Richmond Airport | * Four Points by Sheraton Virginia Beach Oceanfront |

- Wirginia Zachodnia

- Four Points by Sheraton Charleston

- Wisconsin

| * Four Points by Sheraton Appleton | * Four Points by Sheraton Milwaukee Airport | * Four Points by Sheraton Milwaukee North Shore |

### Ameryka Środkowa & Karaiby
- Dominikana

- Four Points by Sheraton Puntacana Village

- Meksyk

| * Four Points by Sheraton Cancun Centro | * Four Points by Sheraton Galerias Monterrey        | * Four Points by Sheraton Monterrey Airport     | * Four Points by Sheraton Puebla          | * Four Points by Sheraton Saltillo |
| * Four Points by Sheraton Ciudad Juarez | * Four Points by Sheraton Mexico City, Colonia Roma | * Four Points by Sheraton Monterrey Linda Vista | * Four Points by Sheraton Queretaro Norte | * Four Points by Sheraton Veracruz |

- Portoryko

- Four Points by Sheraton Caguas Real Hotel & Casino

### Australia & Oceania
- Australia

| * Four Points by Sheraton Brisbane | * Four Points by Sheraton Melbourne Docklands | * Four Points by Sheraton Perth | * Four Points by Sheraton Sydney, Central Park |

- Nowa Zelandia

- Four Points by Sheraton Auckland

### Azja

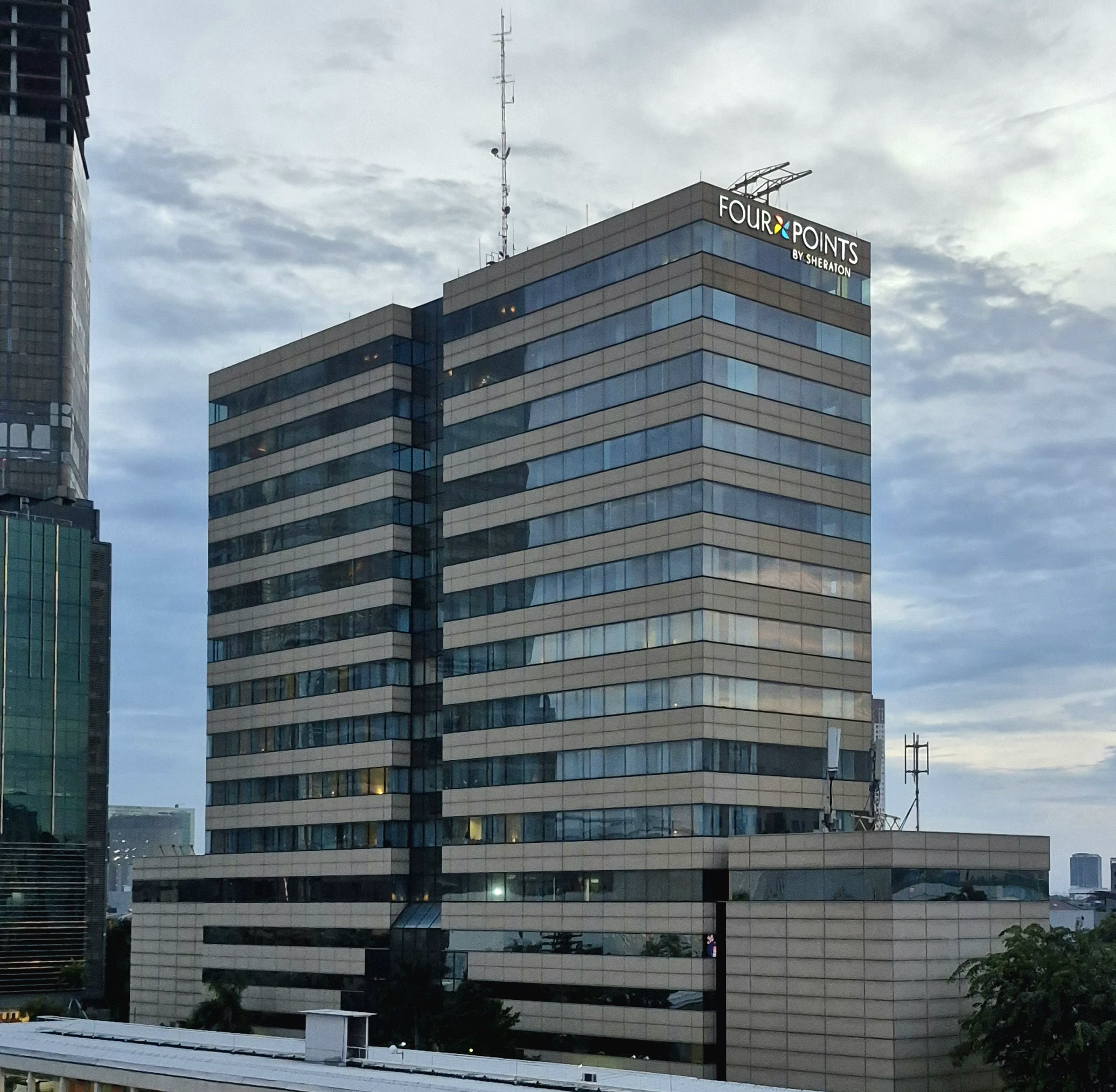
Four Points by Sheraton Jakarta, Thamrin.

- Chiny

| * Four Points by Sheraton Beijing, Haidian Hotel & Serviced Apartments | * Four Points by Sheraton Danzhou            | * Four Points by Sheraton Hangzhou, Binjiang    | * Four Points by Sheraton Liupanshui          | * Four Points by Sheraton Shanghai Hongqiao  | * Four Points by Sheraton Suzhou, Wuzhong                                   |
| * Four Points by Sheraton Bijie                                        | * Four Points by Sheraton Guangdong, Heshan  | * Four Points by Sheraton Hefei, Baohe          | * Four Points by Sheraton Luohe               | * Four Points by Sheraton Shanghai Jiading   | * Four Points by Sheraton Taicang                                           |
| * Four Points by Sheraton Changchun, Hi-Tech Zone                      | * Four Points by Sheraton Guangzhou, Baiyun  | * Four Points by Sheraton Hefei, Shushan        | * Four Points by Sheraton Nanchang, Xihu      | * Four Points by Sheraton Shanghai, Kangqiao | * Four Points by Sheraton Taipei Bali                                       |
| * Four Points by Sheraton Changsha, Meixi Lake                         | * Four Points by Sheraton Guangzhou, Dongpu  | * Four Points by Sheraton Heyuan Resort         | * Four Points by Sheraton Penghu              | * Four Points by Sheraton Shanghai, Pudong   | * Four Points by Sheraton Tianjin National Convention and Exhibition Center |
| * Four Points by Sheraton Chengdu, Anren                               | * Four Points by Sheraton Guilin, Lingui     | * Four Points by Sheraton Hong Kong, Tung Chung | * Four Points by Sheraton Qiandao Lake        | * Four Points by Sheraton Shenzhen           | * Four Points by Sheraton Urumqi                                            |
| * Four Points by Sheraton Chengdu, Pujiang Resort                      | * Four Points by Sheraton Guiyang, Huaxi     | * Four Points by Sheraton Jiaxing               | * Four Points by Sheraton Qingdao, Chengyang  | * Four Points by Sheraton Shenzhen Bao'an    | * Four Points by Sheraton Wuchuan, Loong Bay                                |
| * Four Points by Sheraton Chengdu Tianfu New Area                      | * Four Points by Sheraton Hainan, Qiongzhong | * Four Points by Sheraton Langfang, Guan        | * Four Points by Sheraton Qingdao, West Coast | * Four Points by Sheraton Shenzhou Peninsula | * Four Points by Sheraton Wuhan, Jiangxia                                   |
| * Four Points by Sheraton Chongqing, Yongchuan                         | * Four Points by Sheraton Hainan, Sanya      | * Four Points by Sheraton Linkou                | * Four Points by Sheraton Shanghai, Daning    | * Four Points by Sheraton Suzhou             | * Four Points by Sheraton Yiyang                                            |

- Indie

| * Four Points by Sheraton Ahmedabad             | * Four Points by Sheraton Dehradun                          | * Four Points by Sheraton Kochi Infopark                           | * Four Points by Sheraton New Delhi, Airport Highway | * Four Points by Sheraton Vadodara      |
| * Four Points by Sheraton Bengaluru, Whitefield | * Four Points by Sheraton Hotel & Serviced Apartments, Pune | * Four Points by Sheraton Mahabalipuram Resort & Convention Center | * Four Points by Sheraton Srinagar                   | * Four Points by Sheraton Visakhapatnam |
| * Four Points by Sheraton Chennai OMR           | * Four Points by Sheraton Jaipur, City Square               | * Four Points by Sheraton Navi Mumbai, Vashi                       |                                                      |                                         |

- Indonezja

| * Four Points by Sheraton Bali, Kuta     | * Four Points by Sheraton Balikpapan | * Four Points by Sheraton Bintan, Lagoi Bay | * Four Points by Sheraton Manado | * Four Points by Sheraton Surabaya                |
| * Four Points by Sheraton Bali, Seminyak | * Four Points by Sheraton Bandung    | * Four Points by Sheraton Jakarta, Thamrin  | * Four Points by Sheraton Medan  | * Four Points by Sheraton Surabaya, Pakuwon Indah |
| * Four Points by Sheraton Bali, Ungasan  | * Four Points by Sheraton Batam      | * Four Points by Sheraton Makassar          |                                  |                                                   |

- Japonia

| * Four Points by Sheraton Hakodate | * Four Points by Sheraton Nagoya, Chubu International Airport |

- Korea Południowa

| * Four Points by Sheraton Josun, Seoul Myeongdong | * Four Points by Sheraton Seoul, Gangnam | * Four Points by Sheraton Suwon |
| * Four Points by Sheraton Josun, Seoul Station    | * Four Points by Sheraton Seoul, Guro    |                                 |

- Malezja

| * Four Points by Sheraton Desaru | * Four Points by Sheraton Kuala Lumpur, Chinatown | * Four Points by Sheraton Kuala Lumpur, City Centre | * Four Points by Sheraton Puchong |

- Pakistan

- Four Points by Sheraton Lahore

- Singapur

- Four Points by Sheraton Singapore, Riverview

- Tajlandia

| * Four Points by Sheraton Bangkok, Sukhumvit 15 | * Four Points by Sheraton Phuket Patong Beach Resort |

- Wietnam

| * Four Points by Sheraton Danang | * Four Points by Sheraton Lang Son |

### Bliski Wschód
- Arabia Saudyjska

| * Four Points by Sheraton Jeddah Corniche | * Four Points by Sheraton Makkah Al Naseem | * Four Points by Sheraton Riyadh Khaldia |

- Katar

- Four Points by Sheraton Doha

- Kuwejt

- Four Points by Sheraton Kuwait

- Liban

- Four Points by Sheraton Le Verdun

- Zjednoczone Emiraty Arabskie

| * Four Points by Sheraton Bur Dubai      | * Four Points by Sheraton Production City, Dubai | * Four Points by Sheraton Sheikh Zayed Road, Dubai |
| * Four Points by Sheraton Downtown Dubai | * Four Points by Sheraton Sharjah                |                                                    |

### Europa
- Austria: Dornbirn Four Points by Sheraton Panoramahaus Dornbirn
- Czarnogóra: Kolašin Four Points by Sheraton Kolasin
- Hiszpania: Barcelona Four Points by Sheraton Barcelona Diagonal
- Kosowo: Prisztina Four Points by Sheraton Prishtina City
- Niemcy: Monachium Four Points by Sheraton Munich Arabellapark
- Polska: Warszawa Four Points by Sheraton Warsaw Mokotow, ul. Suwak 7b
- Portugalia:

- Matosinhos Four Points by Sheraton Matosinhos
- Sesimbra Four Points by Sheraton Sesimbra

- Słowenia: Lublana Four Points by Sheraton Sesimbra
- Turcja:

- Izmir Four Points by Sheraton Izmir
- Stambuł Four Points by Sheraton Istanbul Kagithane

- Węgry: Kecskemét Four Points by Sheraton Kecskemet Hotel & Conference Center
- Włochy:

- Bolzano Four Points by Sheraton Bolzano
- Katania Four Points by Sheraton Catania Hotel & Conference Center
- Mediolan Four Points by Sheraton Milan Center
- Padwa Four Points by Sheraton Padova
- Siena Four Points by Sheraton Siena
- Wenecja Four Points by Sheraton Venice Mestre